# Amanita ananiceps
Amanita ananiceps là một loài nấm thuộc chi Amanita trong họ Amanitaceae. Loài nấm này có bào tử dạng bột, hình trái xoan với kích cỡ chiều dài 8.1 - 12.9 và chiều rộng 6.3 - 9.9 μm. Amanita ananiceps được tìm thấy trong các cánh rừng bạch đàn khu vực các bang New South Wales, Western Australia, đảo Tasmania của Úc. Về mặt thực phẩm, nấm ananiceps chưa được kiểm chứng rõ ràng, nhưng nhiều khả năng đây là một loài nấm độc.